# Fábio (Fußballspieler, 1980)
Fábio (* 30. September 1980 in Nobres, Mato Grosso; voller Name Fábio Deivson Lopes Maciel) ist ein brasilianischer Fußballspieler. Mit 976 Einsätzen ist Fábio Rekordspieler für den Cruzeiro EC, bei dem er zwischen 2005 und 2021 für insgesamt 16 Jahre spielte. 2023 gewann er mit dem Fluminense FC die Copa Libertadores und wurde zum ältesten Spieler dem dies jemals gelang.

## Karriere

### Allgemein
Fábio zählt zu den besten Torhütern Brasiliens. Bereits in seiner Jugendzeit spielte er für U-17-Nationalmannschaft Brasiliens. Unter Dunga wurde er auch wiederholt in die A-Nationalmannschaft berufen, kam hier aber auf keine Einsätze. Bei Cruzeiro hatte er sich durch seine konstanten guten Leistungen zu einem Idol entwickelt. Er war Kapitän der Mannschaft und hat mit 900 Spielen (Stand 18. Oktober 2020) die meisten Einsätze für Cruzeiro bestritten.

### Verein
Seine Karriere startete Fábio beim unterklassigen Verein União Bandeirante FC. Dort fiel er bereits früh mit ausgezeichneten Leistungen auf, so dass er bereits seine erste Profisaison mit 17 Jahren spielte und im selben Jahr schon für die U-17-Nationalmannschaft spielte. Mit dieser gewann er auch seine ersten Titel, z. B. bei der U-17 WM.
Hierdurch wurden auch die Erstligavereine auf ihn aufmerksam. 1998 wurde Fábio von Athletico Paranaense verpflichtet. Gleich in seiner ersten Saison konnte er den ersten Titel gewinnen, die Landesmeisterschaft von Paranese.
Am Ende der Saison wechselte er zum ersten Mal zum Cruzeiro EC. Der Erfolg blieb ihm hier treu. Im Jahr 2000 gewann er den brasilianischen Pokal.
Er konnte an seine Erfolge anknüpfen als er im selben Jahr zum CR Vasco da Gama nach Rio de Janeiro wechselte. Mit Vasco gewann er noch in der Saison 2000 die brasilianische Meisterschaft sowie den Copa Mercosur. Die Zeit danach war relativ erfolglos und brachte dem Erfolgsverwöhnten „nur“ noch 2003 den Titel des Landesmeisters von Rio.
Im Jahr 2005 ging Fábio dann zurück zu Cruzeiro. Dort errang er mehrmals die Landesmeisterschaft von Staatsmeisterschaft von Minas Gerais. 2007 kam es zu einem Skandal, als Fábio mitten im Spiel gegen den Lokalrivalen Atlético Mineiro die Arbeit verweigerte. Aufgrund des schlechten Abwehrverhaltens seiner Mitspieler, drehte er einem mit Ball angreifendem Gegner den Rücken zu, der somit mühelos ein Tor erzielen konnte. Die Fans forderten daraufhin seine Suspendierung. Obwohl er in dem Spiel keine Anzeichen für eine Verletzung gezeigt hatte, fiel er nach dem Spiel für drei Monate verletzt aus.
Zwischenzeitlich zeigte im April 2008 auch der AC Florenz Interesse an dem Torwart. Es sollte eine Ablöse von fünf Millionen Euro gezahlt werden. Aufgrund seiner italienischen Vorfahren hätte er auch die italienische Staatsbürgerschaft erhalten. Sein Verein verweigerte aber die Freigabe aus dem laufenden Vertrag. Die Gespräche wurden im Frühjahr 2009 wieder aufgenommen, wiederum erfolgte keine Freigabe.
Mit Cruzeiro konnte Fábio in Folge noch die Meisterschaft 2013 und 2014 gewinnen. Am 14. August 2016 verletzte er sich im Spiel gegen den Coritiba FC in der Série A 2016 am rechten Knie nach einem Zusammenprall mit Colin Kâzım-Richards. Am 4. Januar 2017 stieg Fábio wieder ins Training ein. In der Staatsmeisterschaft von Minas Gerais bestritt er am 9. April 2017 wieder sein erstes Pflichtspiel nach der Verletzung. Am 21. Oktober 2018 bestritt Fábio sein 800. Spiel für Cruzeiro. Am 23. Februar 2019 wurde bekannt, dass Fabio seinen Vertrag bei Cruzeiro bis Ende 2020 verlängert hat. Trotz Abstiegs in die Série B nach Abschluss der Série B 2019, verließ Fabio Cruzeiro nicht. Von der Saison 2000 bis Ende 2019 lief Fabio in 596 Spielen in der Série A auf und wurde dadurch Rekordspieler der Liga (89 Spiele – Vasco da Gama und 507 Spiele – Cruzeiro). Am 16. Oktober 2020 wurde er für sein 900. Pflichtspiel für Cruzeiro ausgezeichnet. Anfang Januar 2022 gab Cruzeiro bekannt den Vertrag mit Fabio nicht nochmals verlängern zu wollen. Das Management um den neuen Klubeigner Ronaldo soll sich aus Gründen der Kostenreduzierung dazu entschieden, sich von einem ihrer Topverdiener zu trennen. Fabio bestritt dieses und erklärte in den Gesprächen mit dem Vorstand die neue Gehaltsobergrenze akzeptiert zu haben.
Im Januar 2022 wurde Fábio vom Fluminense FC aus Rio de Janeiro verpflichtet und erhielt bereits Mitte August 2023 eine Vertragsverlängerung bis Ende 2025. Mit Fluminense gewann er die Staatsmeisterschaft von Rio de Janeiro von 2022 und 2023. Höhepunkt war aber der Gewinn der Copa Libertadores 2023 durch einen 2:1-Sieg nach Verlängerung gegen die Boca Juniors aus Buenos Aires im Maracanã von Rio de Janeiro. Fábio wurde dabei der älteste Spieler, der jemals die Trophäe gewann.
Im August 2025 absolvierte er beim 2:1-Sieg über Fortaleza die Rekordmarke von 1390 Einsätzen im Profifußball, die zuvor lediglich Peter Shilton erreichte. Beim darauffolgenden 2:0-Sieg bei der Copa Sudamericana 2025 über den kolumbianischen Club América de Cali wurde er zum alleinigen Rekordhalter (1391 Einsätze, Stand: 19. August 2025).

### Nationalmannschaft
In der Jugendnationalmannschaft noch erfolgreich, wurde Fábio nur für kurze Zeit in die Nationalmannschaft berücksichtigt. Obwohl ohne Einsatz gewann er hier als Ersatztorhüter hinter Júlio César 2004 unter Carlos Alberto Parreira die Copa América.

## Erfolge
Nationalmannschaft
- U-17-Südamerikameisterschaft 1997: 1997
- U-17-Weltmeisterschaft: 1997
- Copa América: 2004

Athletico Paranaense
- Staatsmeisterschaft von Paraná: 1998

Vasco da Gama
- Copa Mercosur: 2000
- Campeonato Brasileiro: 2000
- Staatsmeisterschaft von Rio de Janeiro: 2003

Cruzeiro
- Campeonato Brasileiro: 2013, 2014
- Copa do Brasil: 2000, 2017, 2018
- Staatsmeisterschaft von Minas Gerais: 2006, 2008, 2009, 2011, 2014, 2018, 2019
- Campeonato Internacional de Verano: 2009
- Troféu Osmar Santos: 2013
- Troféu João Saldanha: 2013

Fluminense
- Taça Guanabara: 2022
- Staatsmeisterschaft von Rio de Janeiro: 2022, 2023
- Copa Libertadores: 2023
- Recopa Sudamericana: 2024

## Auszeichnungen
- Bola de Prata da Revista Placar de Melhor Goleiro do Campeonato Brasileiro: 2010, 2013
- Prêmio Craque do Brasileirão, Torwart: 2010
- Auswahlspieler der Campeonato Brasileiro: 2010, 2013
- Auswahlspieler der Staatsmeisterschaft von Minas Gerais: 2019
- Troféu Guará para o Melhor Goleiro do ano : 2006, 2008, 2009, 2010, 2011, 2012
- Troféu Telê Santana de Melhor Goleiro do ano: 2006, 2008, 2009, 2010, 2011
- Troféu Telê Santana de Melhor Jogador do ano : 2006, 2008, 2010
- Troféu Globo Minas de Melhor Goleiro do Campeonato Mineiro : 2006, 2008, 2009, 2010, 2011, 2013
- Premio Ginga de Melhor Goleiro: 2011
- Rekordspieler Série A: 596 Spiele
- Copa do Brasil Bester Torwart: 2019[16]